# کارلیتوس (فیلم)
فیلم کارلیتوس یا کارلیتوس و زمینه رویاهایش (به اسپانیایی :Carlitos y el campo de los sueños) یک فیلم اسپانیایی با ژانر کمدی خانوادگی به کارگردانی جیسوس دل کارو و تهیه‌کنندگی امیلیو آرگون آلوارز می‌باشد.
ژوزف ماریا پو و گالرمو کامپو و گوستاوو سالمرون ازجمله بازیگران این فیلم هستند.
فیلم در اسپانیا در ۲۲ اوت ۲۰۰۸ ساخته شده‌است.

## پخش جهانی
این فیلم بارها از شبکه‌های سراسری ایران پخش شده‌است.

## بازیگران
- گوستاوو سالمرون
- ایرنه ویزدو
- خوزه ماریا پو
- گیلرمو کمپرا
- رائول گونزالس
- اروگو گواردیولا
- پاتریک کریادو
- ویسنته دیز
- اینیگو ناوارس
- الخاندرا لورنزو
- ملیکی

## داستان
این فیلم به داستان کارلیتوس برمودس، یک پسر یتیم می‌پردازد که همیشه دو چیز را بیشتر از همه خواسته‌است: یک خانواده که او را بپذیرند و به یک بازیکن فوتبال تبدیل شود. برای انجام این کار، او باید از بسیاری موانع مانند هیپولیتو، مدیر یتیم خانه که در آنجا زندگی می‌کند، و هرنوع ورزشی متنفر است. اما او از طرف دوستانش ترامپاس، ساتا و لا فلا حمایت می‌شود، که به او کمک خواهند کرد تا رؤیای خود را به دست آورد. سرانجام در تیم ملی فوتبال اسپانیا در طی مسابقه استعداد یابی توسط دیگو و میت پذیرفته می‌شود.
دیگو به عنوان مربی تیم ملی نوجوانان اسپانیا و همچنین معلم ورزش یتیم خانه فعالیت می‌کند.
تهیه‌کننده، امیلیو آراگون این فیلم را "یک فیلم دوستانه، فرصتی برای رفتن به فیلم‌ها با افرادی که کوچک هستند وبا به اشتراک گذاشتن رویاهای خود، درک ترس‌های خود از آنها لذت می‌برند" تعریف می‌کند؛ و آن را تعهد به اثبات به خود است که سینمای خانوادگی لازم است. "